# Takashi Takabayashi
Takashi Takabayashi (高林 隆, Takabayashi Takashi, né le 2 août 1931 à Saitama au Japon) et mort le 27 décembre 2009 dans la même ville est un footballeur japonais.